# Lika ung som då (sång)
"Lika ung som då" är en sång av Niklas Strömstedt. Den spelades in av Sven-Ingvars till albumet Lika ung som då (1996) och utgavs också som singel 1995.
"Lika ung som då" finns också medtagen på Sven-Ingvars samlingsalbum Guld & glöd (2002) och Livet är nu (2005). Den finns också med på flera samlingsalbum med blandade artister. Som B-sida till singeln valdes låten "Det är dej jag vill ha", skriven av Michael Saxell.
På "Lika ung som då" medverkar förutom Sven-Ingvars även Strömstedt själv på orgel.

## Låtlista
1. "Lika ung som då" – 3:43 (Niklas Strömstedt)
2. "Det är dej jag vill ha" – 2:46 (Michael Saxell)